# Cruckshanksia
Genre
Synonymes
- Rotheria  Meyen

Cruckshanksia est un genre de plantes à fleurs de la famille des Rubiacées .Ce genre se trouve en Argentine et au Chili .
Il y a sept espèces dans le genre. Ce sont des herbes et des arbustes qui poussent dans le désert d'Atacama et les Andes. Ils ont des corolles de fleurs jaunes ou roses et des sépales en forme de pétales blancs ou colorés. Cruckshanksia pumila est une espèce annuelle qui pousse dans les régions sèches et n'apparaît qu'après de rares pluies ; il est généralement observé tous les trois à cinq ans lors des épisodes El Niño .

## Taxonomie
Le genre a été décrit par William Jackson Hooker & George Arnott Walker-Arnott et publié dans Botanical Miscellany 3: 361. en 1833.

### Étymologie
Cruckshanksia : nom générique donné en l'honneur d'Alexander Cruckshanks, un voyageur anglais qui résida quelques années au Chili (vers 1830) et envoya des collections principalement au botaniste William Jackson Hooker.

## Espèces
- Cruckshanksia hymenodon . Hook.& Arn.
- Cruckshanksia lithiophila Ricardi
- Cruckshanksia macrantha Phil.
- Crackshanksia montiana Clos
- Cruckshanksia palmae        Clos
- Crackshanksia pumila Clos
- Cruckshanksia verticillata Phil.